# كليب بن ربيعة
كُلَيْبُ بْنُ رَبِيعَةَ اَلتَّغْلِبِيُّ هو أوَّلُ مَنْ مَلَكَ قومَه مِنَ العربِ المَعَدِّيَّة النِّزارِيَّة العَدنانيَّة مِن رَبِيعةَ ومُضَرَ، وهو شقيق المُهَلْهِلِ عَدِيِّ بْنِ رَبِيعَةَ اَلتَّغْلِبِيِّ (الزِّير سالِم). وبعهده استطاعت العرب العدنانية حكم مناطقها في الجزيرة العربية بعيدًا عن السيطرة القحطانية التي كانت سائدة في شِبْهِ الجزيرة العربية.

## نسبه

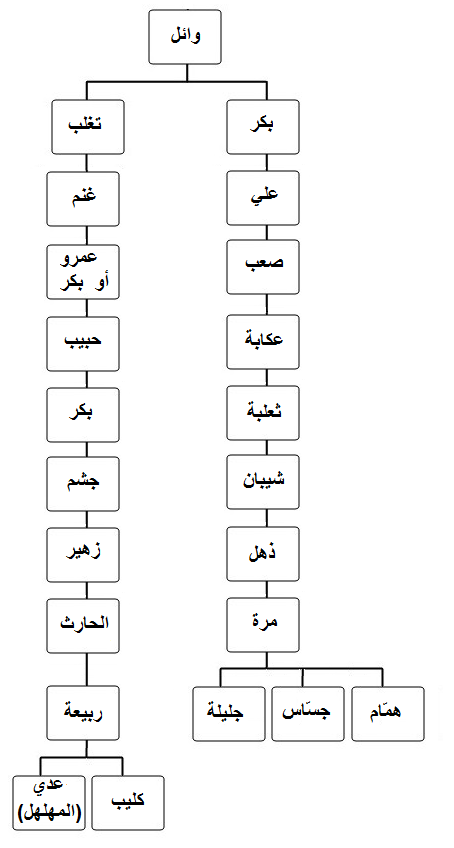
شجرة عائلة الشخصيات الرئيسية في حرب البسوس

- هو كليب بن ربيعة بن الحارث بن زهير بن جشم بن بكر بن حبيب بن عمرو بن غنم بن تغلب بن وائل بن قاسط بن هنب بن أفصى بن دعمي بن جديلة بن أسد بن ربيعة بن نزار بن معد بن عدنان.[1]

## أعز من كليب وائل
يروى أن كليباً كان قد عز وساد في نجد على العرب المعدية العدنانية من ربيعة و مضر، فبغى بغياً شديداً، وكان هو الذي ينزلهم منازلهم ويرحلهم، ولا ينزلون ولا يرحلون إلا بأمره. فبلغ من عزه وبغيه أنه اتخذ جرو كلب، فكان إذا نزل منزلاً به كلأ قذف ذلك الجرو فيه فيعوي، فلا يرعى أحد ذلك الكلأ إلا بإذنه، وكان يفعل هذا بحياض الماء، فلا يردها أحد إلا بإذنه أو من آذن بحرب، فضرب به المثل في العز، فقيل: أعز من كليب وائل. وكان يحمي الصيد. ويقال إنه رأى في حماه قُبَّرَة، وقد بنت عشاً ووضعت بيضها، فتمثل قول طرفة:
ويقال إن ناقة البسوس دخلت حمى كليب من دون إذنه، وخربت عُش القُبَّرة، فرماها بسهم فأصاب ذرعها فأدماها، وكان هذا سبب مقتله.

## صفاته
كان كليب من خيرة فرسان بلاد العرب وكان شديد البأس وطويل القامة وعريضة الهامة وكان ذكياً وقوياً

## ملك العرب
لفظ «الملك» غير معروف عند العرب إلا قليل ولم يعرف ملكا في فرعي عدنان مضر وربيعة إلا اثنان هما كليب والملك زهير شيخ قبيلة عبس إلا أنه لم يكن لهما وريث بسبب الحروب التي قامت بعد مقتلهما، لانشغال القبائل بالقتال. ومثال ذلك حرب البسوس بعد مقتل كليب استمرت 40 سنة. وحرب داحس والغبراء قتل أثنائها الملك زهير. ولم يعرف من قبائل معد ملك بعدهما ومعد ينتسب لها ربيعة ومضر.

## الملك ونهوض وصعود قبائل معد
قبائل معد التي تعود لعدنان أو العرب العدنانية وهي القبائل الأكبر من عدنان. وبعد سيطرة القحطانية أو قبائل قحطان على العرب سنين عديدة. استطاعت النهوض ومقاسمة السيطرة على بعض أجزاء شبه الجزيرة العربية، بعد هزيمة حمير و مذحج القحطانية من قبل قبائل معد بقيادة كليب.
وهذه القصة حين فض كليب جموع مذحج في خزاز وهو اسم لجبل مازال يعرف باسم خزاز في نجد وهزمهم فاجتمعت عليه معد كلها، وجعلوا له قسم الملك وتاجه وطاعته، وغبر بذلك حيناً من دهره، ثم دخله زهو شديد، وبغى على قومه لما هو فيه من عزة وانقياد معدّ له، حتى بلغ من بغيه أنه كان يحمي مواقع السحاب فلا يرعى حماه، وإذا جلس لا يمر أحد بين يديه إجلالاً له، لا يحتبي أحد في مجلسه غيره، ولا يغير إلا بإذنه، ولا تورد إبل أحد، ولا توقد مع ناره، ولم يكن بكرى ولا تغلبي يجير رجلا ولا بعيراً أو يحمى إلا بأمره، وكان يجبر على الدهر فلا تخفر ذمته، وكان يقول: وحش أرض في جواري، فلا يهاج! وكان هو الذي ينزل القوم منازلهم ويرحلهم، ولا ينزلون ولا يرحلون إلا بأمره، وقد بلغ من عزته وبغيه أنه اتخذ جرو كلب، فكان إذا نزل به كلأ قذف ذلك الجرو وفيه فيعوى، فلا يرعى أحد ذلك الكلأ إلا بإذنه، وكان يفعل هذا بحياض الماء فلا يردها أحد إلا بإذنه أو من آذن بحرب، فضرب به المثل في العز فقيل: أعز من كليب وائل، وكان يحمى الصيد فيقول: صيد ناحية كذا وكذا في جواري فلا يصيد أحد منه شيئاً.
تزوج كليب جليلة بنت مرة بن ذهل بن شيبان، وكان لمرة عشرون من البنين، جساس أصغرهم، وكانت بنو جشم وبنو شيبان تقيم في دار واحدة إرادة الجماعة ومخافة الفرقة.
- يوم خزار

كليب وحرب ربيعة وقضاعة بسبب خزيمة بن نهد القضاعي. نتائج يوم خزار بين ربيعة وقبيلة مذحج اليمانية، هو التجاور بين ربيعة وقضاعة. وهي الحرب التي انتصرت بها قبائل ربيعة ورفعت شأن قبائل معد العدنانية. بعد هذا اليوم وهذه الحروب التي خاضتها قبائل ربيعة أصبح لهم حكم مناطقهم بشكل مستقل عن الملك الكندي و التبع الحميري، ماعدا قريش التي التزمت مكة وأصبحت تحظى بمكانة دينية عند العرب بسبب قيامهم على الحرم المقدس عند جميع قبائل العرب.
و بعد إنتصار قبائل نزار بن معد العربية العدنانية على الحميريين في يوم خزاز قال كليب بن ربيعة:
| كليب بن ربيعة | لَقَد عَرَفَت قَحطانُ صَبري وَنَجدَتي .. غَداةَ خَزازٍ وَالحُقوقُ دَوانِ غَداةَ شَفَيتُ النَفسَ مِن ذُلِّ حِميَرٍ .. وَأَورَثتُها ذُلًّا بِصِدقِ طِعاني | كليب بن ربيعة |

استوطنت قبائل ربيعة بن نزار في ذلك العهد بلاد نجد في العروض واليمامة كما وصفها الهمداني، فكانت بكر وتغلب ومن معها من بطون ربيعة تتجول في كامل المنطقة من اليمامة جنوبا حتى تصل إلى بادية العراق والشام وقد تصل الجزيرة الفراتية، وكانت بلدات مدينة اليمامة موزعة على اللهازم وهم قيس بن ثعلبة وعنزة وتيم اللات واتصلت بلادهم كذلك ببلاد البحرين. بعد مقتل القارظ العنزي أصبح كليب بن ربيعة هو صاحب الكلمة العليا في قومه، وقد توج نفسه ملكا على العرب النزارية العدنانية وفي عهد اندلعت حرب البسوس بين بني وائل من تغلب و بكر.

## حرب البسوس ومقتل كليب
وحدث أن كليباً دخل على امرأته جليلة (المنتمية إلى قبيلة بكر بن وائل أخوة قبيلة تغلب قبيلة كليب) يوماً فقال لها: هل تعلمين على الأرض أمنع مني ذمة؟ فسكتت، ثم أعاد عليها الثانية فسكتت، ثم أعاد عليها الثالثة فقالت: نعم، أخي جساس (وهو جساس بن مرة، كان فارساً شهماً أبياً، وكان يلقب الحامي الجار، المانع الذمار، وهو الذي قتل كليباً، مات سنة 534م) وندمانه، ابن عمه عمرة المزدلف بن أبى ربيعة بن ذهل ابن شيبان. فسكت كليب، ومضت مدة، وبينما هي تغسل رأسه وتسرحه ذات يوم إذ قال لها: من أعز وائل؟ قالت: أخواي جساس وهمام. فنزع رأسه من يدها وخرج.
وكانت لجساس خالة اسمها البسوس بنت منقذ، جاءت ونزلت على ابن أختها جساس، فكانت جارة لبنى مرة، ولها ناقة خوارة، ومعها فصيل لها، فلما خرج كليب غاضباً من قول زوجه جليلة رأى فصيل الناقة فرماه بقوسه فقتله. وعلمت بنو مرة بذلك، فأغمضوا على ما فيه وسكتوا، ثم لقي كليب ابن البسوس فقال له: ما فعل فصيل ناقتكم؟ فقال: قتلته وأخليت لنا لبن أمه، وأغمضت بنو مرة على هذا أيضاً.
ثم أن كليباً أعاد القول على امرأته فقال: من أعز وائل؟ فقالت: أخواي! فأضمرها في نفسه وأسرها وسكت، حتى مرت به إبل جساس وفيها ناقة البسوس، فأنكر الناقة ثم قال: ما هذه الناقة؟ قالوا: لخالة جساس. فقال: أو بلغ من أمر ابن السعدية (أي جساس) أن يجير عليّ بغير إذني؟ ارم ضرعها يا غلام، فأخذ القوس ورمى ضرع الناقة، فاختلط دمها بلبنها.

## مقتل كليب
وراحت الرعاة على جساس فأخبروه بالأمر، وولت الناقة ولها عجيج حتى بركت بفناء البسوس، فلما رأتها صاحت: واذلاه! فقال لها جساس: اسكتي فلك بناقتك ناقة أعظم منها، فأبت أن ترضى حتى صاروا لها إلى عشرا، فلما كان الليل أنشأت تقول بخطاب سعداً أخا جساس وترفع صوتها تسمع جساساً:
فلما سمعها جساس بن مرة قال لها: اسكتي لا تراعي إني سأقتل جملاً أعظم من هذه الناقة، سأقتل غلالاً، وهو فحل إبل كليب لم ير في زمانه مثله، وإنما أراد جساس بمقالته كليباً.
ثم طعن ابنا وائل بعد ذلك، فمرت بكر على نهى أي غدير يقال له شبيث، فنفاه كليب عنه وقال: لا يذوقون منه قطرة، ثم مروا على نهى آخر يقال له الأحص فنفاهم عنه وقال: لا يذوقون منه قطرة، ثم مروا على بطن الجريب (واد عظيم) فمنعهم إياه، فمضوا حتى نزلوا الذنائب، واتبّعهم كليب وحيه حتى نزلوا عليه، فمر عليه جساس ومعه ابن عمه عمرو بن الحارث بن ذهل، وهو واقف على غدير الذنائب، فقال له: طردت أهلنا عن المياه حتى كدت تقتلهم عطشا! فقال كليب: ما منعناهم من ماء إلا ونحن له شاغلون، فقال له: هذا كفعلك بناقة خالتي، فقال له: أوقد ذكرتها أما إني لو وجدتها في غير إبل مرة لا استحللت تلك الإبل بها أتراك مانعي أن أذب عن حماي، فعطف عليه جساس فرسه فطعنه برمح فأنفذ حضني (الحضن مادون الإبط إلى الكشح).
فلما تداءمه الموت قال: يا جساس، اسقني من الماء، فقال: ما عقلت استسقاءك الماء منذ ولدتك أمك إلا ساعتك هذه، فالتفت إلى عمرو وقال له: يا عمرو، أغثني بشربة ماء، فنزل إليه وأجهز عليه.
فقالت العرب

## وصيته
حين طعن جساسٌ كُليباً بالرمح، كتب كليبٌ بدمه على صخره عبارة (سالم لا تصالح) وقصد اخاه سالم لثقته به وكتب القصيدة البليغة يوصي بها أخاه الزير بالثأر له وعدم المصالحة ويوصيه بابنته اليمامة ويحذره من مخالفة وصيته.[بحاجة لمصدر]

## أولاده
- الجرو بن كليب: حكم بعد ما أعطاه الحكم عمه المهلهل
- اليمامة بنت كليب.